# Dreamchaser World Tour

Dreamchaser World Tour  es una gira musical de la cantante británica Sarah Brightman para promover su undécimo álbum de estudio Dreamchaser. La gira por Norteamérica había sido planeada para comenzar a principios de 2013, pero todas las fechas fueron reprogramadas para mediados de 2013 en Asia. La gira comenzó el 16 de junio de 2013 y finalizó el 26 de febrero del 2014. La gira incluyó paradas en 19 países de cuatro continentes diferentes, Asia, Europa, América del Norte y del Sur. El World Tour consistió en 87 espectáculos en total durante 8 meses, siendo su gira más grande desde The Harem World Tour (2004).
.

## Lista de canciones
- Acto 1:

1. Angel
2. One Day Like This
3. Glósoli
4. Hijo De La Luna
5. La Luna
6. Eperdu
7. It's A Beautiful Day
8. Ave Maria
9. Canto Della Terra (Con el tenor Erkan Aki)
10. Nessun Dorma

Interludio
- Acto 2:

1. Closer
2. Breathe Me
3. Figlio Perduto
4. Kaze No Toorimichi (No interpretada en China)
5. Scarborough Fair
6. A Song of India
7. Phantom Of The Opera (Con el tenor Erkan Aki)
8. Time To Say Goodbye

Encore
1. Venus And Mars
2. Deliver Me (Solo interpretada en China, Japón y el especial PBS grabado en Londres)
3. A Question Of Honour

## Fechas de la gira
| Asia                     |                  |                        |                                         |
| 16 de junio de 2013      | Cantón           | China                  | Guangzhou International Sports Arena    |
| 18 de junio de 2013      | Nanning          | China                  | Guangxi Gymnasium                       |
| 21 de junio de 2013      | Shenzhen         | China                  | Bay Sports Center Gymnasium             |
| 23 de junio de 2013      | Shanghái         | China                  | Shanghai Grand Stage                    |
| 25 de junio de 2013      | Hangzhou         | China                  | Yellow Dragon Gymnasium                 |
| 28 de junio de 2013      | Pekín            | China                  | MasterCard Center                       |
| 1 de julio de 2013       | Tokio            | Japón                  | Foro Internacional de Tokio             |
| 2 de julio de 2013       | Tokio            | Japón                  | Foro Internacional de Tokio             |
| 4 de julio de 2013       | Tokio            | Japón                  | Foro Internacional de Tokio             |
| 5 de julio de 2013       | Tokio            | Japón                  | Foro Internacional de Tokio             |
| 7 de julio de 2013       | Yokohama         | Japón                  | Pacifico Yokohama                       |
| 9 de julio de 2013       | Nagoya           | Japón                  | Nippon Gaishi Hall                      |
| 11 de julio de 2013      | Tokio            | Japón                  | Foro Internacional de Tokio             |
| 12 de julio de 2013      | Tokio            | Japón                  | Foro Internacional de Tokio             |
| 14 de julio de 2013      | Kanazawa         | Japón                  | Sogo Sports Center                      |
| 16 de julio de 2013      | Hiroshima        | Japón                  | Nakano Sun Plaza                        |
| 18 de julio de 2013      | Osaka            | Japón                  | Osaka-jō Hall                           |
| 21 de julio de 2013      | Busan            | Corea del Sur          | Bexco Convention Center                 |
| 23 de julio de 2013      | Gwangju          | Corea del Sur          | KimDaejoong Convention Center           |
| 24 de julio de 2013      | Daegu            | Corea del Sur          | Exco Convention Center                  |
| 26 de julio de 2013      | Seúl             | Corea del Sur          | Olympic Gymnastics Arena                |
| 31 de julio de 2013      | Bangkok          | Tailandia              | Bitec Arena                             |
| Norteamérica             |                  |                        |                                         |
| 13 de septiembre de 2013 | Hamilton         | Canadá                 | Copps Coliseum                          |
| 14 de septiembre de 2013 | Ottawa           | Canadá                 | Scotiabank Place                        |
| 15 de septiembre de 2013 | Toronto          | Canadá                 | Air Canada Centre                       |
| 17 de septiembre de 2013 | Montreal         | Canadá                 | Bell Centre                             |
| 18 de septiembre de 2013 | Boston           | Estados Unidos         | Boston Opera House                      |
| 20 de septiembre de 2013 | Baltimore        | Estados Unidos         | Modell Performing Arts Center           |
| 21 de septiembre de 2013 | Nueva York       | Estados Unidos         | Radio City Music Hall                   |
| 22 de septiembre de 2013 | Bethlehem        | Estados Unidos         | Sands Bethlehem Event Center            |
| 24 de septiembre de 2013 | Hartford         | Estados Unidos         | Bushnell Center for the Performing Arts |
| 25 de septiembre de 2013 | Búfalo           | Estados Unidos         | Mainstage Theatre                       |
| 27 de septiembre de 2013 | Detroit          | Estados Unidos         | Fox Theatre                             |
| 28 de septiembre de 2013 | Chicago          | Estados Unidos         | Rosemont Theatre                        |
| 29 de septiembre de 2013 | Milwaukee        | Estados Unidos         | Riverside Theater                       |
| 1 de octubre de 2013     | Akron            | Estados Unidos         | E.J. Thomas Hall                        |
| 2 de octubre de 2013     | Cincinnati       | Estados Unidos         | Aronoff Center                          |
| 5 de octubre de 2013     | Sunrise          | Estados Unidos         | BB&T Center                             |
| 6 de octubre de 2013     | Tampa            | Estados Unidos         | Tampa Bay Times Forum                   |
| 8 de octubre de 2013     | Orlando          | Estados Unidos         | Amway Center                            |
| 9 de octubre de 2013     | Atlanta          | Estados Unidos         | Fox Theatre                             |
| 11 de octubre de 2013    | Houston          | Estados Unidos         | Bayou Music Center                      |
| 12 de octubre de 2013    | Grand Prairie    | Estados Unidos         | Verizon Theatre at Grand Prairie        |
| 13 de octubre de 2013    | Tulsa            | Estados Unidos         | BOK Center                              |
| 17 de octubre de 2013    | Saint Paul       | Estados Unidos         | Xcel Energy Center                      |
| 19 de octubre de 2013    | Winnipeg         | Canadá                 | MTS Centre                              |
| 21 de octubre de 2013    | Calgary          | Canadá                 | Scotiabank Saddledome                   |
| 22 de octubre de 2013    | Edmonton         | Canadá                 | Rexall Place                            |
| 24 de octubre de 2013    | Victoria         | Canadá                 | Save-On-Foods Memorial Centre           |
| 25 de octubre de 2013    | Vancouver        | Canadá                 | Rogers Arena                            |
| 26 de octubre de 2013    | Seattle          | Estados Unidos         | Paramount Theatre                       |
| 28 de octubre de 2013    | San José         | Estados Unidos         | HP Pavilion at San Jose                 |
| 30 de octubre de 2013    | Phoenix          | Estados Unidos         | Comerica Theatre                        |
| 1 de noviembre de 2013   | Los Ángeles      | Estados Unidos         | Anfiteatro Gibson                       |
| 2 de noviembre de 2013   | Anaheim          | Estados Unidos         | Honda Center                            |
| 7 de noviembre de 2013   | Monterrey        | México                 | Arena Monterrey                         |
| 9 de noviembre de 2013   | Puebla           | México                 | Auditorio Siglo XXI                     |
| 11 de noviembre de 2013  | Guadalajara      | México                 | Auditorio Telmex                        |
| 12 de noviembre de 2013  | Ciudad de México | México                 | Arena Ciudad de México                  |
| 13 de noviembre de 2013  | Ciudad de México | México                 | Arena Ciudad de México                  |
| Sudamérica               |                  |                        |                                         |
| 19 de noviembre de 2013  | Santiago         | Chile                  | Movistar Arena                          |
| 21 de noviembre de 2013  | Buenos Aires     | Argentina              | Luna Park                               |
| 22 de noviembre de 2013  | Buenos Aires     | Argentina              | Luna Park                               |
| 24 de noviembre de 2013  | Porto Alegre     | Brasil                 | Teatro Do Sesi                          |
| 26 de noviembre de 2013  | Curitiba         | Brasil                 | Teatro Positivo                         |
| 28 de noviembre de 2013  | São Paulo        | Brasil                 | Credicard Hall                          |
| 29 de noviembre de 2013  | São Paulo        | Brasil                 | Credicard Hall                          |
| 1 de diciembre de 2013   | Río de Janeiro   | Brasil                 | Citibank Hall                           |
| 3 de diciembre de 2013   | Belo Horizonte   | Brasil                 | Marista Hall                            |
| Asia                     |                  |                        |                                         |
| 11 de enero de 2014      | Nankín           | China                  | Olympic Sports Centre Arena             |
| 15 de enero de 2014      | Changzhou        | China                  | Changzhou Olympic Sports Center         |
| 17 de enero de 2014      | Fuzhou           | China                  | Fujian Stadium                          |
| 19 de enero de 2014      | Pekín            | China                  | Gran Salón del Pueblo                   |
| 21 de enero de 2014      | Shanghái         | China                  | Shanghai Grand Stage                    |
| 23 de enero de 2014      | Hong Kong        | Hong Kong              | AsiaWorld-Arena                         |
| 6 de febrero de 2014     | Dubái            | Emiratos Árabes Unidos | Dubai World Trade Center                |
| 7 de febrero de 2014     | Dubái            | Emiratos Árabes Unidos | Dubai World Trade Center                |
| 9 de febrero de 2013     | Doha             | Catar                  | National Convention Center              |
| Europa                   |                  |                        |                                         |
| 12 de febrero de 2014    | Odesa            | Ucrania                | Teatro de Ópera y Ballet de Odesa       |
| 14 de febrero de 2014    | Kiev             | Ucrania                | Palace "Ukraina"                        |
| 16 de febrero de 2014    | Moscú            | Rusia                  | Crocus Hall                             |
| 18 de febrero de 2014    | San Petersburgo  | Rusia                  | Palacio de Hielo                        |
| 20 de febrero de 2014    | Riga             | Letonia                | Arena Riga                              |
| 22 de febrero de 2014    | Kaunas           | Lituania               | Žalgiris Arena                          |
| 24 de febrero de 2014    | Helsinki         | Finlandia              | Hartwall Areena                         |
| 26 de febrero de 2014    | Estocolmo        | Suecia                 | Hovet                                   |